# ウィンダミア卿夫人の扇
『ウィンダミア卿夫人の扇』（英語: Lady Windermere's Fan, A Play About a Good Woman）は、オスカー・ワイルドによって書かれた4幕構成の喜劇である。1892年2月20日土曜日にロンドンのセントジェームズ劇場にて初演された。この物語は、夫が他の女性と不倫をしているのではないかと疑っているレディ・ウィンダミアを中心にしている。レディ・ウィンダミアはこのことについて夫と対決し、夫は否定するが、妻の誕生日の舞踏会に不倫相手だと疑われている女性、アーリン夫人を招待しようとする。夫が不実だと考え怒ったレディ・ウィンダミアは、他の恋人を作って夫のもとを去ることに決める。何が起こったか知ったアーリン夫人はレディ・ウィンダミアを追いかけて夫のもとに戻るよう説得するが、このせいでアーリン夫人は自分の名誉に関わるような状況に追い込まれてしまう。実はアーリン夫人は、芝居開始時点より20年前に家族を捨てたレディ・ウィンダミアの母であった。アーリン夫人は自分の身と評判を犠牲にして娘の結婚を救った。

## 執筆の経緯
1891年の夏までに、ワイルドは既に3作戯曲を書いていた。『ヴェラ』　(Vera; or, The Nihilists)　と『パドヴァの公爵夫人』　(The Duchess of Padua)　はほとんどうまくいかず、『サロメ』は検閲にあった。 これに動じることなくワイルドはまた芝居を書くことにしたが、悲劇ではなく喜劇にすることにした。イングランドの湖水地方に行き、そこで友人のところに滞在したのちにロバート・ロスと会った。芝居に登場する人物の多くの名前は北部イングランドの地名からとられたと考えられる。ウィンダミア卿夫人はウィンダミア湖および近くの町ウィンダミアから（とはいえワイルドは既に「アーサー・サヴィル卿の犯罪」で「ウィンダミア」という名前を使っていた）、ベリック公爵夫人ベリック・アポン・ツイード、ダーリントン卿はダーリントンからとられている。ワイルドはセント・ジェームズ劇場の役者でマネージャーであったサー・ジョージ・アレクサンダーに促されてこの芝居を書き始めた。10月には執筆が終わった。アレクサンダーは芝居を気に入り、前金1000ポンドの支払いを申し出た。ワイルドはアレクサンダーの自信に感じ入り、前金のかわりに収益から一部の割合をもらうほうを選んだ。これによりワイルドは最初の年だけで7000ポンド（21世紀はじめの価値に換算して68万6500ポンド程度）を稼ぎ出すことになった。
アレクサンダーは細かいことに気を配るマネージャーで、ワイルドとアレクサンダーはへとへとになるまで芝居の改訂とリハーサルを行った。2人とも自分の芸術について強い考えを持っている才能ある芸術家であった。たとえばワイルドは、リアリズムよりも美的な細部に注意を向けることを重視していた。ワイルドはアレクサンダーが提案した舞台を広く使う動きに対して反対し、「実生活では細部なんで大事じゃないけど、芸術では不可欠だよ」と返したという。これは開幕の夜の後まで続き、アレクサンダーや他の友人たちの提案に従って、ワイルドはアーリン夫人とウィンダミア卿夫人の関係を終幕まで秘密にしておくのではなく、芝居を通してだんだんと開示していくように変更した。このような芸術的な差異にもかかわらず、ワイルドもアレクサンダーもプロであり、協働は実りのあるものとなった。
カリフォルニア大学ロサンゼルス校のウィリアム・アンドルーズ・クラーク記念図書館はこの芝居の現存する手稿を所蔵している。

## 登場人物
| - ウィンダミア卿 - ダーリントン卿 - オーガスタス・ロートン卿 - ダンビー - セシル・グレアム - ホッパー - パーカー、執事 | - ウィンダミア卿夫人 - ベリック公爵夫人 - レディ・アガサ・カーライル - プリムデイル卿夫人 - スタットフィールド卿夫人 - ジェドバラ卿夫人 - クーパー=クーパー夫人 - アーリン夫人 - ロザリー (メイド) |

## あらすじ

### 第1幕
この劇は、ロンドンにあるウィンダミア卿邸宅の居間から始まる。ウィンダミア卿夫人は成年を迎える自分の誕生日の舞踏会を準備していた。そこへお茶の時間に友人のダーリントン卿が訪れる。彼女は夫からもらった新しい扇を見せる。彼女は清教徒で何が社会に好ましいのか非常に特別な考えを持っていると明かしながら、ダーリントン卿が自分を褒め続けてお世辞を言うことに戸惑っていると説明する。
ベリック公爵夫人がウィンダミア卿夫人のもとに立ち寄り、ダーリントン卿はまもなく立ち去る。ベリック公爵夫人は、ウィンダミア卿夫人の夫であるウィンダミア卿が、アーリン夫人という他の女性の元を何度も訪ねており、彼がウィンダミア卿夫人を裏切るかもしれないことに加え、アーリン夫人に大金をあげているかもしれないことを伝えた。既にかなり長い間ロンドンの社交界の中でうわさとして広まっていたが、ウィンダミア卿夫人はこれらのうわさを初めて耳にしたようであった。
公爵夫人が発ったあと、ウィンダミア卿夫人は夫の預金通帳を確認しようとする。机の中に通帳を見つけるが、そこにはおかしいところは見られなかった。しかし戻る際に封がされた別の通帳を見つける。彼女はこれをこじ開け、多額の金がアーリン夫人に送金された記録があることを見つける。
ちょうどその時、ウィンダミア卿が入ってきて、彼女は彼と対決する。ウィンダミア卿はアーリン夫人と取引をしたことは否定できないが、妻を裏切るようなことはしていないと主張する。彼はアーリン夫人を社交界に復帰できるよう助けるため、今晩の舞踏会の招待状を彼女に送るようウィンダミア卿夫人に求める。ウィンダミア卿夫人がこれを拒んだため、彼は自分自身で招待状を書く。ウィンダミア卿夫人はもしアーリン夫人が現れたら騒ぎを起こすと彼女の意思を示すが、ウィンダミア卿はそうしないことが最も彼女にとってよいことであると答える。
ウィンダミア卿夫人はうんざりして、舞踏会の準備のために立ち去る。この時にウィンダミア卿の独白が始まり、妻が辱めを受けないためにアーリン夫人の本当の正体を隠していることが明らかにされる。

### 第2幕
第2幕はウィンダミア卿夫人の誕生日の舞踏会が行われているウィンダミア卿邸宅の客間にて始まる。様々な招待客が来て、世間話をしている中でウィンダミア卿も登場する。彼はウィンダミア卿夫人に話しかけるが、彼女は彼を無視する。
ウィンダミア卿夫人の友人であるオーガスタス・ロートン卿（タッピ―）は、惚れているアーリン夫人について尋ねるために、ウィンダミア卿をわきへ連れて行く。そこでウィンダミア卿は彼女との関係に何もやましいことはないことと、アーリン夫人がこの舞踏会に出席するであろうことを明らかにする。オーガスタス・ロートン卿はアーリン夫人の社会的地位について心配していたために、これを聞いて非常に安心する。
ウィンダミア卿夫人との仲直りに失敗した後、ウィンダミア卿は真実を彼女に伝えようとするが、ちょうどその時にアーリン夫人がやってくる。ウィンダミア卿夫人はアーリン夫人に対してよそよそしく挨拶をし、彼の計画は台無しとなる。
一方、ウィンダミア卿夫人はダーリントン卿と2人だけで、アーリン夫人の出席について話しあう。ウィンダミア卿夫人は怒っていたが、同時に混乱もしており、ダーリントン卿に友人になってくれないかと頼む。友情よりも、彼は彼女の現在の悲劇的な状況につけこみ、「命もささげるから、僕との新しい生活のため少しの間社会的屈辱を受ける危険を冒そう」と彼女に愛の告白をする。ダーリントン卿は彼女がまだ驚きを隠せない状態であるにもかかわらず、最後通牒を彼女に突き付け、説得してすぐに行動に移すよう求める。ウィンダミア卿夫人は思いもよらぬ告白に衝撃を受ける。彼女には彼の要求を受け入れるほどの覚悟は無かったためダーリントン卿は深く傷つき、明日ここを離れるから私たちはもう二度と会うことはないだろうと告げ、彼女の元を立ち去る。
招待客が帰りはじめ、ウィンダミア卿夫人へ別れを述べる中で、何人かはアーリン夫人をよく言う者もいる。一方、他の部屋ではアーリン夫人がウィンダミア卿と彼女の計画について話し合っている。その計画では、彼女はオーガスタス卿と結婚するつもりで、それだけではなくウィンダミア卿にいくらか金を要求しようという魂胆だった。
その後、ウィンダミア卿夫人は初めは気が進まなかったにもかかわらず、ダーリントン卿のために今すぐに家を出ようと決意し、その旨をウィンダミア卿に向けて手紙に書き残す。この手紙をアーリン夫人が見つけて、ウィンダミア卿夫人が行ってしまったことを知り、彼女は不思議なほどに心配をする。手紙を読んでいるうちに、短い独白によって彼女が実はウィンダミア卿夫人の母親であり、20年前に彼女自身も似たような過ちをおかしたことが明らかになる。彼女は手紙を持ち、ウィンダミア卿夫人を探すために出ていく。

### 第3幕
ウィンダミア卿夫人は一人でダーリントン卿の部屋にいる。彼女は自分が正しい決断をしたのか確信が持てず、結局は夫の元に戻ろうと思っている。しかし、ここでアーリン夫人が登場する。アーリン夫人は夫の元に戻るよう懸命に説得するが、ウィンダミア卿夫人はこれもアーリン夫人とウィンダミア卿のなんらかの陰謀だろうと確信し、聞く耳を持たない。しかし最終的にアーリン夫人が、ウィンダミア卿夫人の小さな子供のためにも戻ってほしいと懇願したことで彼女の抵抗を打ち破り、説得に成功する。彼女たちがダーリントン卿の部屋を出ようとしたその時、ダーリントン卿とその友人らが入ってくる音が聞こえ、とっさに2人は身を隠す。ウィンダミア卿とオーガスタス卿を含めた男性たちは、ジェントルマンズ・クラブを閉店時間に追い出され、女性、主にアーリン夫人について話している。そのうちの一人が、テーブルに置かれた扇（ウィンダミア卿夫人のもの）に気づき、ダーリントン卿のもとに今現在、女性が来ているのではないかと思う。 ウィンダミア卿は立ち上がった時、扇に注意を促されたことですぐに妻のものであることに気が付く。ウィンダミア卿はダーリントン卿に、彼女が隠れているなら教えるよう求めるが、彼女が自分のもとに来てくれたと確信したダーリントン卿はそれを拒む。ウィンダミア卿が夫人たちの隠れている場所を発見しようとしていたその瞬間、アーリン夫人がウィンダミア卿夫人の身代わりとなって姿を現す。その場にいた男性たちはみな衝撃を受け、その間にウィンダミア卿夫人は気づかれることなくそっと立ち去る。

### 第4幕
翌日、ウィンダミア卿夫人は居間のソファーに横たわりながら、夫のウィンダミア卿に実際に起こったことを話そうか、それともアーリン夫人によって昨夜の彼女の秘密がすでに夫に知られてしまっているのだろうかと不安に感じている。そこにウィンダミア卿が登場する。彼は彼女をいたわり、最近の出来事を忘れるために休暇をとろうか話し合う。ウィンダミア卿夫人は彼を疑っていたことや舞踏会での振る舞いを謝り、ウィンダミア卿はアーリン夫人とはかかわらないよう彼女に警告し、アーリン夫人への新たな軽蔑の言葉をはっきり述べる。
アーリン夫人がウィンダミア卿夫人の扇を返すためにやってくる。ウィンダミア卿は会わないよう求めるが、ウィンダミア卿夫人はアーリン夫人と会うのをやめようとはしない。アーリン夫人は入ってくると、自分は海外にいくのだが、ウィンダミア卿夫人と彼女の子供の写真がほしいと伝える。
ウィンダミア夫人が写真を探すために離れている間、この物語が明らかになる。アーリン夫人はウィンダミア卿夫人を産んだ少しあとに、愛人の元へ行くため夫の元を去るが、のちに愛人に捨てられ、悪評のうちに一人にされてしまった。彼女はアーリン夫人という偽名を使うようになった。そして最近元の生活と地位を取り戻すために、ウィンダミア卿夫人が亡くなったと思っていた母親が実は生きており、アーリン夫人こそがウィンダミア卿夫人の恥ずべき親であるという真実を世間にばらすとウィンダミア卿を脅し始めていた。義理の息子であるウィンダミア卿は、すぐにこれらの出来事を妻に伝えなかったことを後悔し、今すぐ妻に真実を伝えようとする。しかしアーリン夫人はそれを許さず、もし話したら本当のことをあちこちに言い触らすと脅した。
ウィンダミア卿夫人は、写真を持って戻ると、ウィンダミア卿にアーリン夫人の馬車が戻っているか確認するよう頼む。ウィンダミア卿夫人とアーリン夫人だけになる。ウィンダミア卿夫人はアーリン夫人に対して恩義があるため、アーリン夫人はその恩ゆえに昨晩の出来事をウィンダミア卿には話さないでほしいと求める。ウィンダミア卿夫人はこれに従い、秘密を守ると誓う。
ウィンダミア卿が戻ったあと、オーガスタス卿が登場する。オーガスタス卿は昨晩の出来事のあと、アーリン夫人をみて驚きを隠せずにいたが、彼女に車までの付き添いを頼まれる。彼はすぐにウィンダミア卿の元へ戻り、アーリン夫人が昨晩のことを満足のいくようにすべて説明してくれて、彼女と結婚しイギリスから離れたところで暮らすと告げる。ウィンダミア卿とウィンダミア卿夫人の結婚生活は元に戻ったが、ウィンダミア卿もウィンダミア卿夫人も互いの秘密は守り続けた。

## 上演

### 初演
セント・ジェームズ劇場での初演では、マリオン・テリーがアーリン夫人を、ウィニフレッド・エメリーがウィンダミア卿夫人を演じた。初演の最後に、ワイルドは悪名高いスピーチを行った。「作者を！」という声にこたえて、ワイルドは第3幕の後にカーテンの前に姿を現し、役者の演技を褒め、「あなた方の演技のおかげで、私自身とほとんど同じくらいあなた方がこの芝居を高く評価されていると思えるようになりましたよ」と人を食ったスピーチをした。
ブロードウェイでの初演は1893年2月5日にパーマーズ劇場で行われた。この上演ではのちに舞台と映画両方で活躍する女優のジュリア・アーサーがウィンダミア卿夫人を演じ、デビュー作となった。

## テーマ
セント・ジェームズ劇場での上演により、ワイルドはファッショナブルなアッパーミドルクラスの観客を対象とし、グロヴナー・スクエアやカーゾン・ストリート、公園などアッパーミドルの世界の地理を正確にマッピングした。ピーター・ラビーは『ウィンダミア卿夫人の扇』をワイルドの劇作技術が最も成功した良い例であると強調している。
研究者のポール・フォートゥネイトはオスカー・ワイルドをモダニストと考え、ワイルドは自らのモダンな美学をマスカルチャーの領域に入り込むのに用いていたと主張する。ワイルドの劇作家としてのたいへんな人気は『ウィンダミア卿夫人の扇』の上演から始まっており、その凝った態度と個人的な美学が著作に反映されている。フォートゥネイトはワイルドの美学のさまざな面を丁寧に読み解いている。フォートゥネイトによると、ワイルドの美学は表層にのって歪みを加えるものであり、正統的な自己という概念を拒み、女性の唯美主義者、流行の先端を行く女性を中心にしている。フォートゥネイトが言うように、『ウィンダミア卿夫人の扇』の著述を通してワイルドをモダニストとして理解することにより、マスカルチャーと上流社会の不均衡がわかるようになる。ワイルドは流行やエリート社会などを描く装飾的な表層の下にこのモダニズムの美学理論を持ち込むことにより、このふたつの間の橋渡しをした。この戯曲の場面をつなぐ扇は、伝統的な慎み深さを象徴すると同時に、真に現代的な不貞の潮流をも示している。

## 翻案

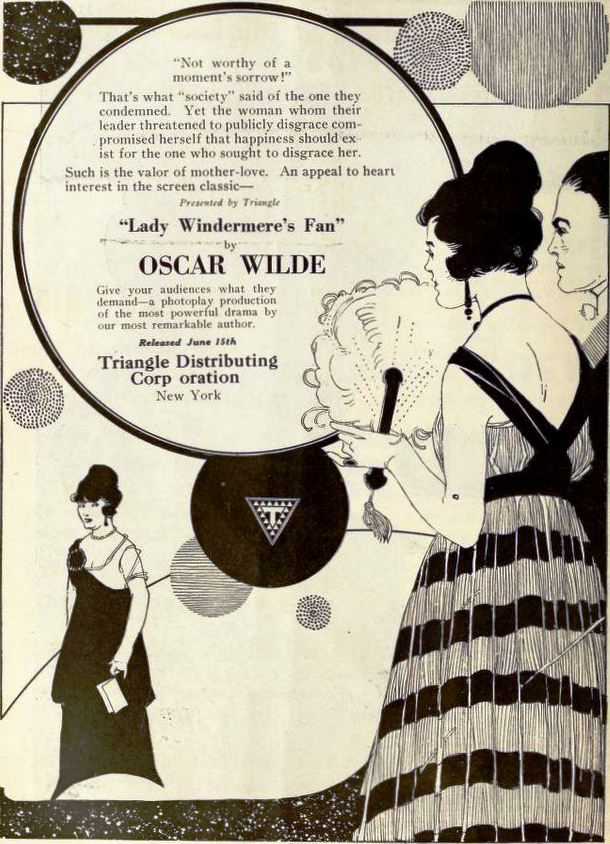
イギリス映画『ウィンダミア卿夫人の扇』（1916年）の広告、1919年のアメリカ公開に際して出されたもの。Moving Picture World、1919年6月7日、p. 1422。

この戯曲にもとづいて多数の映画やテレビ版、ミュージカルなどが作られている。

### 映画
- 1916年のイギリス映画『ウィンダミア卿夫人の扇』 (Lady Windermere's Fan)
- 1924年の洪深による中国映画『少奶奶的扇子』(若き貴婦人の扇)[13]。
- 1925年のサイレント映画『ウィンダミア夫人の扇』。ロナルド・コールマン、メイ・マカヴォイ、バート・ライテル、アイリーン・リッチ、エドワード・マーティンデル出演、ジュリアン・ジョゼフソン脚色、エルンスト・ルビッチ監督。2002年にこの映画はアメリカ議会図書館により、「文化的・歴史的・美的に重要」であるとしてアメリカ国立フィルム登録簿での保存対象に選出された。
- 1939年の李萍倩による中国映画『少奶奶的扇子』。
- 1948年のアルゼンチン映画『悪い女の物語』。ルイス・サラフスキー監督、ドロレス・デル・リオ主演。
- 1949年のオットー・プレミンジャー監督、ジーン・クレイン、マデリーン・キャロル、ジョージ・サンダース出演による翻案映画『扇』(The Fan)。
- 2004年の翻案映画『理想の女』 (A Good Woman) 。舞台をイタリアのアマルフィ海岸に変更し、ウィンダミア卿夫妻を爵位のないただのウィンダミア夫妻に、時代は1930年に変えている。ヘレン・ハント、マーク・アンバース、スカーレット・ジョハンソン、スティーヴン・キャンベル・ムーア、トム・ウィルキンソンが出演している。

### テレビ
- BBCは『シアター・ナイト』シリーズの一部としてテレビ版を制作しており、イギリスでは1985年に初放映された。このプロダクションにはヘレナ・リトル、ティム・ウッドワード、ステファニー・ターナー、ケネス・クラナムが出演している。DVDが The Oscar Wilde Collection に収録されている。
- 2009年にアイルランドのテレビ制作会社Accomplice TVがアイルランド放送委員会とTV3から補助金を受け、南ダブリンを舞台にした原作戯曲の現代版を制作した。『ローラ・ウィンダミアのバッグ』 (Laura Windermere's Bag) は2009年にTV3で放送された[14]。

### ミュージカル
- 1954年、『舞踏会の後で』 (After the Ball) というタイトルでノエル・カワードによるミュージカル版の舞台が制作された。
- 1964年、ペーター・クロイダー（ドイツ語版）作曲、ツァラー・レアンダー主演のドイツ語ミュージカル『Lady aus Paris』がウィーンで初演されている。

## 刊行されている版

### 原著
- Wilde, Oscar. Lady Windermere's Fan (1st ed.). London: The Bodley Head. 1893.
- Wilde, Oscar. Lady Windermere's Fan. published in The Importance of Being Earnest and Other Plays. London: Penguin, 1940. ISBN 0-14-048209-1.
- Wilde, Oscar. Lady Windermere's Fan. London: Nick Hern Books, 2005. ISBN 978-1-85459-771-7

### 日本語訳
- 『ウヰンダミーヤ夫人の扇』谷崎潤一郎訳（天佑社、1919年）
- 『ウィンダミア卿夫人の扇』厨川圭子訳（岩波文庫、1952年）
- 『サロメ・ウィンダミア卿夫人の扇』西村孝次訳（新潮文庫、1953年）
- 『ワイルド喜劇全集』荒井良雄編（新樹社、1976年）にも渡辺幸俊訳が収録。